# Inrigger
En inrigger er en robåd, hvor åregangene er placeret på rælingen.
En inrigger er bredere end en outrigger, som er den bådtype, der normalt benyttes til kaproning – eksempelvis OL. Dette betyder at inriggeren egner sig bedst til steder som åer og på havet, da dens brede konstruktion gør det meget svært at vælte, selv om der er strøm eller bølger. Dog har inriggere til havet ofte et ekstra bord, da der ellers er større risiko for at en bølge skyller ind over rælingen.
I en inrigger sidder roerne med ryggen mod stævnen og hver roer har en åre. Roerne sidder skiftevis i styrbord og bagbord side. Den forreste roer er altid en styrbordsroer, og den bagerste (stroke) er altid en bagbordsroer og kaldes 'tagåren', da det er denne roer, der sætter 'taget', dvs. tempoet og rytmen. 
I bådens agter sidder en styrmand. Konstruktion, hvor roerne sidder sideforskudt, gør det tillige muligt at skifte pladser i båden undervejs. Dette er en fordel, når der ros over lange strækninger, da man skiftes til at være styrmand og dermed jævntligt får et kort hvil undervejs.
Der findes grundlæggende to typer af inriggere, nemlig 2-åres med styrmand og 4-åres med styrmand, hvilket vil sige, at besætningen kan bestå af 3 eller 5 personer. 
En toåres og fireåres inrigger vejer henholdsvis ca. 90 og 120 kg. Den letteste 2-åres inrigger, der er bygget, vejer 65 kg. Inrigger produceres af både træ og glasfiber. 
Længden er hhv. cirka 8,5 m (2-åres) og 11,5 m (4-åres).
Den maksimale hastighed for en 2-åres inrigger ligger på ca. 14 km/t. For en 4-åres inrigger ligger tophastigheden på ca. 16 km/t.
Dansk Forening for Rosport
| Skib | Spire Denne artikel om skibe eller både er en spire som bør udbygges. Du er velkommen til at hjælpe Wikipedia ved at udvide den. |